# Cătunele (okręg Gorj)
Cătunele – wieś w Rumunii, w okręgu Gorj, w gminie Cătunele. W 2011 roku liczyła 438 mieszkańców.